# Ropica angusticollis
Ropica angusticollis là một loài bọ cánh cứng trong họ Cerambycidae.